# Jacques-René Rabier
Jacques-René Rabier (Parigi, 16 settembre 1919 – Watermael-Boitsfort, 28 giugno 2019) è stato un funzionario francese. Direttore del gabinetto di Jean Monnet dal 1946 al 1952, fu inoltre l'ideatore dell'eurobarometro.

## Biografia

### Gli anni della formazione
Jacques-René Rabier frequenta il primo ciclo scolastico al liceo Rollin (oggi noto come Collège-lycée Jacques-Decour), una scuola parrocchiale di Montmartre. Nel 1937 si iscrive alla Faculté de droit de Paris dove ha tra i suoi insegnanti François Perroux. Nello stesso anno frequenta anche l'École libre des sciences politiques. Nel maggio del 1940 entra nella Scuola di cavalleria di Saumur ma è  costretto ad interrompere gli studi, venendo inviato sulla Loira a causa dell'invasione tedesca. Nel 1943 ritorna a Parigi e riprende gli studi sotto la direzione dell'economista François Perroux.

### Attività professionale
Durante il periodo della liberazione francese, il giovane Rabier trova un primo impiego come redattore presso il Centro Nazionale d'Informazione Economica del Ministero dell'economia. Entra a far parte dell'equipe che ha l'importante compito di produrre, sotto la direzione di Pierre Dieterlen, una nota settimanale destinata ai decisori politici. 
Con lo scopo di pianificare la ricostruzione della Francia liberata, il governo del Generale Charles de Gaulle, su proposta di Jean Monnet, approva il 3 gennaio 1946 la creazione del Commissariat général du Plan de modernisation et d’équipement. Rabier entra a far parte come chargé de mission nella divisione economica del Commissariato. Alla fine dello stesso anno Monnet lo chiama alla direzione del suo gabinetto in sostituzione di Félix Gaillard candidato alle elezioni legislative. Dal 1946 al 1952 ricoprirà il ruolo di chargé de mission all'interno del piano di modernizzazione dell'economia francese con compiti diversi affidatigli direttamente da Jean Monnet, tra i quali quello di predisporre i discorsi. Tali compiti lo indirizzeranno progressivamente verso il settore dell'informazione e della comunicazione. 
Collabora per lungo tempo con la rivista Esprit, all'interno della quale sarà anche membro del comitato di redazione dal 1945 al 1952. La rivista era stata fondata da Emmanuel Mounier, ideatore del personalismo, corrente filosofica che risulterà essere riferimento ideologico tra francesi e tedeschi nella costruzione del progetto europeo. Durante questi anni Rabier milita all'interno del gruppo La Vie nouvelle, movimento non confessionale creato da ambienti cattolici con lo scopo di contribuire alla formazione economico-sociale, culturale e politica, frequentato, tra gli altri, anche da Jacques Delors.

### La politica d'informazione comune
Dal primo gennaio del 1953 Rabier viene nominato chargé de mission dell'Alta Autorità della Comunità Europea del Carbone e dell'Acciaio (CECA) in Lussemburgo. 
All'inizio del 1958 le istituzioni, appena create con il Trattato di Roma, si attrezzano per diventare operative e stabilirsi a Bruxelles dove Rabier lavorerà come elemento di congiunzione tra le tre istituzioni comunitarie fino alla creazione, più di due anni dopo, del Servizio Comune di Stampa e Informazione. Coprirà il ruolo di direttore generale dell'informazione fino al 1972.

### La creazione dell'Eurobarometro
Nel 1973, in occasione del primo allargamento delle comunità, Rabier predispone su indicazione del Parlamento Europeo, un sistema in grado di sondare in maniera permanente l'opinione pubblica dei cittadini dei paesi membri. Dopo una prima sperimentazione all'interno dei 9 paesi membri, nasce così, nella primavera del 1974, l'Eurobarometro. 

### Dopo la carriera UE
Dal gennaio 1987, lasciato il ruolo di consigliere speciale della Commissione Europea, si occupa di condurre sondaggi specifici d'opinione all'interno del programma L'Europa contro il cancro. È stato inoltre vicepresidente di De l'Europe à l'Europe. Mythes, Symboles, associazione specializzata nello studio e nella ricerca sui simboli dell'Europa.
Muore nel 2019 alla soglia dei 100 anni.